# الهه (فیلم ۲۰۱۶)
الهه(به انگلیسی: Goddess)  یا روح (به هندی: Devi) فیلمی محصول سال ۲۰۱۶ و به کارگردانی ای.ال ویجی است. در این فیلم بازیگرانی همچون تمنا باتیا، پرابو دوا، سنو سود ایفای نقش کرده‌اند.
دنباله این فیلم الهه ۲ نام دارد.